# Grand-Couronne
Grand-Couronne é uma comuna francesa na região administrativa da Normandia, no departamento de Sena Marítimo. Estende-se por uma área de 16,94 km². Em 2010 a comuna tinha 9 907 habitantes (densidade: 584,8 hab./km²).